# Sir-Tech Software
Sir-Tech Software — разработчик и издатель компьютерных игр, основана Робертом Вудхедом и Норманом Сиротеком. 
Компания наиболее известна по серии ролевых игр Wizardry, а также серией стратегических игр Jagged Alliance. Значительной популярностью пользовалась серия ролевых игр Realms of Arkania (Королевства Аркании), также известная как Северная трилогия, основанная на немецкой настольной ролевой игре Das Schwarze Auge. 
Компания прекратила существование в 2001 году. Канадское подразделение Sir-Tech Canada продолжило работу до 2003 года.

## Игры

### И разработка, и издание
- Wizardry: Proving Grounds of the Mad Overlord (1981)
- Wizardry II: The Knight of Diamonds (1982)
- Wizardry III: Legacy of Llylgamyn (1983)
- Crypt of Medea (1984)
- Rescue Raiders (1984)
- Deep Space: Operation Copernicus (1986)
- Wizardry IV: The Return of Werdna (1987)
- Wizardry V: Heart of the Maelstrom (1988)
- The Usurper: The Mines Of Qyntarr (1989)
- Wizardry VI: Bane of the Cosmic Forge (1990)
- Freakin' Funky Fuzzballs (1990)
- Wizardry VII: Crusaders of the Dark Savant (1992)
- Jagged Alliance: Deadly Games (1996)
- Wizardry Gold (1996)
- Wizardry 8 (2001)

### Разработка (без издания)
- Druid: Daemons of the Mind (1995)
- Nemesis: The Wizardry Adventure (1996)
- Jagged Alliance 2 (1999)
- Jagged Alliance 2: Unfinished Business (2000)

### Издание (без разработки)
- The Seven Spirits of Ra (1987)
- Realms of Arkania: Blade of Destiny (1993)
- Realms of Arkania: Star Trail (1994)
- Jagged Alliance (1995)
- Fable (1996)
- Armed and Delirious (1997)
- Excalibur 2555 AD (1997)
- Realms of Arkania: Shadows over Riva (1998)